# سرگئی نیکیتین (نوازنده)
 سرگئی نیکیتین (روسی: Серге́й Яковлевич Никитин؛ زاده ۸ مارس ۱۹۴۴) یک موسیقی‌دان اهل روسیه است. وی از سال ۱۹۶۲ میلادی تاکنون مشغول فعالیت بوده‌است.